# Monique Curi
Monique Curi (Belo Horizonte, 1969. február 3. –) brazil színész és televíziós színész. Korábban Manoel Carlos szerzővel dolgozott. Házastársa 2002 óta Leonardo Mattos.

## Televíziós munkái
- 1979 Os Gigantes - Paloma Gurgel
- 1980 Marina - Soninha
- 1981 Baila Comigo - Cristina Gomide (Cris)
- 1982 Quem Ama não Mata - Ângela Meira
- 1982 Sol de Verão - Glória (Glorinha)
- 1984 Transas e Caretas - Lívia
- 1991 Felicidade - Lídia de Sousa
- 1995 História de Amor - Mariana Gomide Sampaio
- 2000 Laços de Família - Antônia
- 2012 Salve Jorge - Lena
- 2014 Em Família - Telma

## Fordítás
- Ez a szócikk részben vagy egészben  a   Monique Curi című angol Wikipédia-szócikk fordításán alapul.  Az eredeti cikk szerkesztőit annak laptörténete sorolja fel. Ez a jelzés csupán a megfogalmazás eredetét és a szerzői jogokat jelzi, nem szolgál a cikkben szereplő információk forrásmegjelöléseként.